# Eisenbahnunfall von Chatsworth

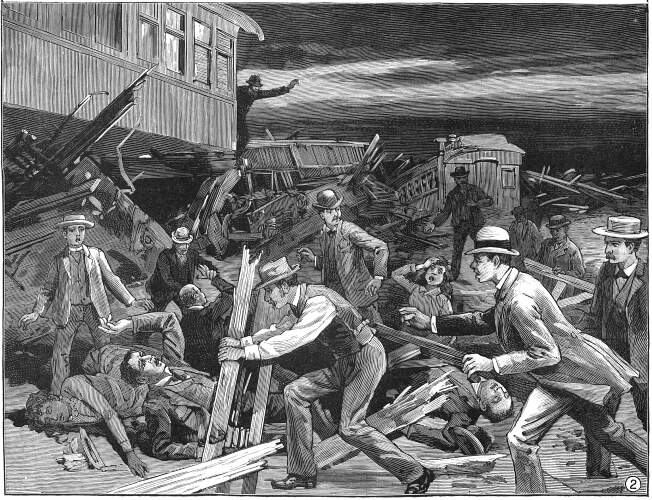
Bild der Unfallstelle aus Harper’s Weekly

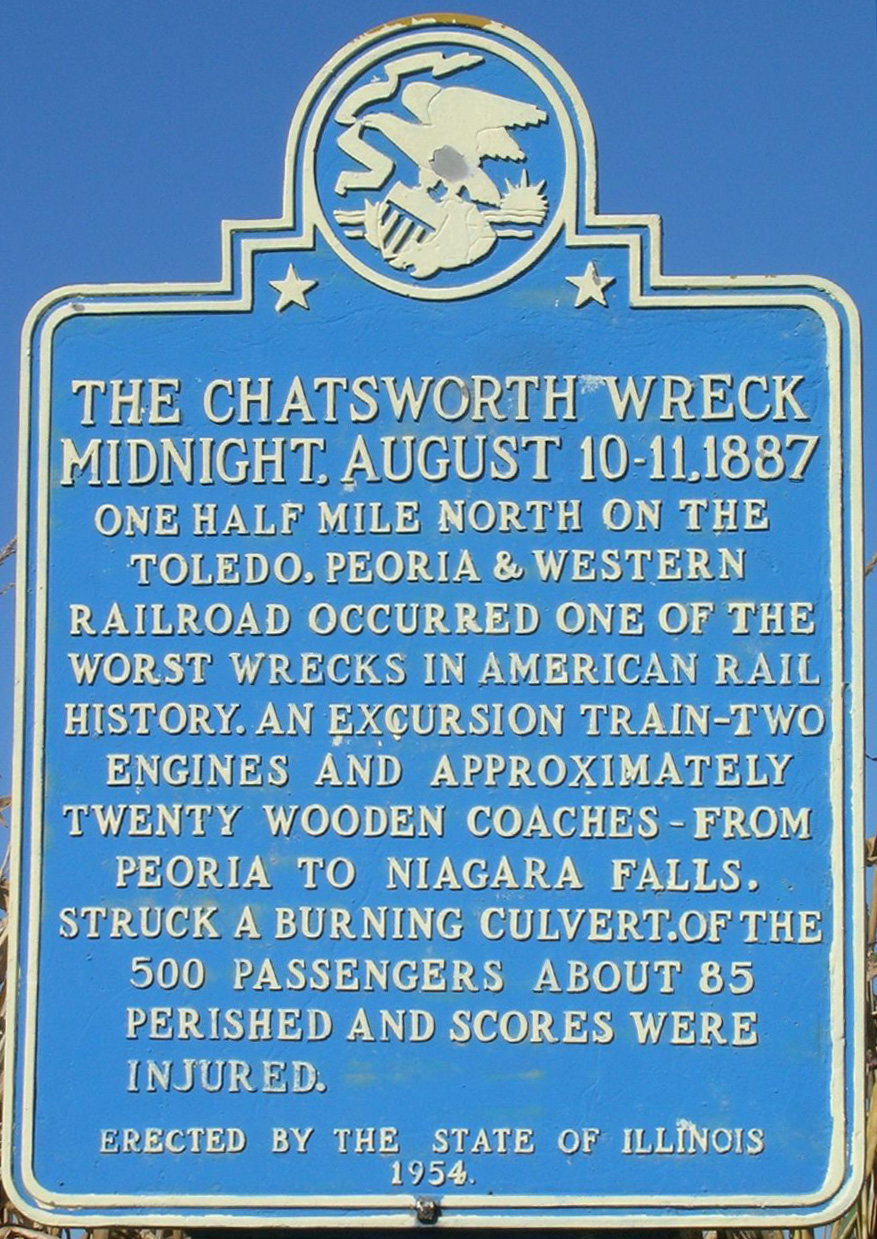
Gedenktafel von 1954 (die Angaben sind teilweise unzutreffend)

Der Eisenbahnunfall von Chatsworth ereignete sich am 10. August 1887 etwa fünf Kilometer östlich von Chatsworth, Illinois, als ein Zug bei der Überfahrt eine Holzfachwerkbrücke zum Einsturz brachte. Die Folge waren mindestens 81 Tote und eine große Zahl von Verletzten.

## Ausgangslage
Der verunglückte Zug der Toledo, Peoria and Western Railroad (TP&W) war nachts unterwegs von Peoria zu den Niagarafällen. Er wurde von zwei Lokomotiven gezogen, bestand aus sechs voll besetzten Reisezugwagen, sechs Schlafwagen und drei Gepäckwagen und war insgesamt mit etwa 700 Reisenden besetzt.
Die Unfallstelle war eine hölzerne Fachwerk-Brücke, die im Laufe des Tages einen Brandschaden erlitten hatte. Der Sommer 1887 war in Illinois heiß und trocken. Um bei diesen Bedingungen Buschbrände durch Funkenflug der Dampflokomotiven zu verhindern, hielt die Toledo, Peoria and Western Railroad die Brandstreifen entlang ihrer Eisenbahnstrecken durch kontrolliertes Abbrennen frei. Eine solche Aktion hatte am Tag des Unfalls auch in der Nähe der Brücke stattgefunden und es wurde nachträglich vermutet, dass der Brand an der Brücke dadurch entstand, dass ein solches kontrolliertes Feuer nicht vollständig gelöscht wurde.

## Unfallhergang

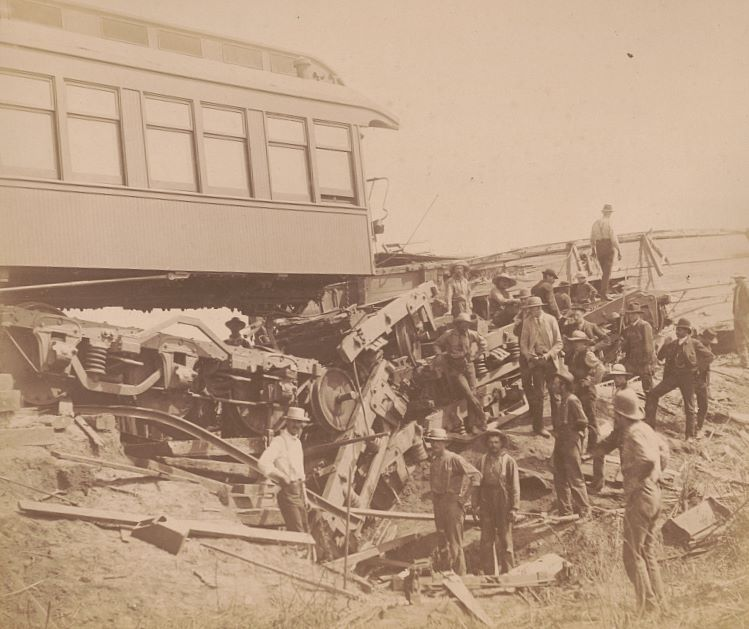
Der Schlafwagen Tunis oberhalb der 1,70 m hohen und 2,50 langen Holzbrücke, deren Zerstörung den Unfall ausgelöst hat, sowie 17 Drehgestelle der verunglückten Eisenbahnwagen

Der Zug fuhr mit etwa 65 km/h über die Brücke. Die erste Lokomotive hatte die Brücke gerade überquert, als diese, bedingt durch den Brandschaden, zusammenbrach. Die zweite Lokomotive schlug auf dem Hang unter der Brücke auf und die folgenden Fahrzeuge stürzten hinterher und schoben sich ineinander. Lediglich die Schlafwagen am Schluss des Zuges kamen noch vor der Brücke in den Gleisen zum Halt. Der Unfall hatte zwischen 81 und 85 Tote zur Folge und die Zahlen zu den Verletzten schwanken zwischen 169 und 372.

## Folgen

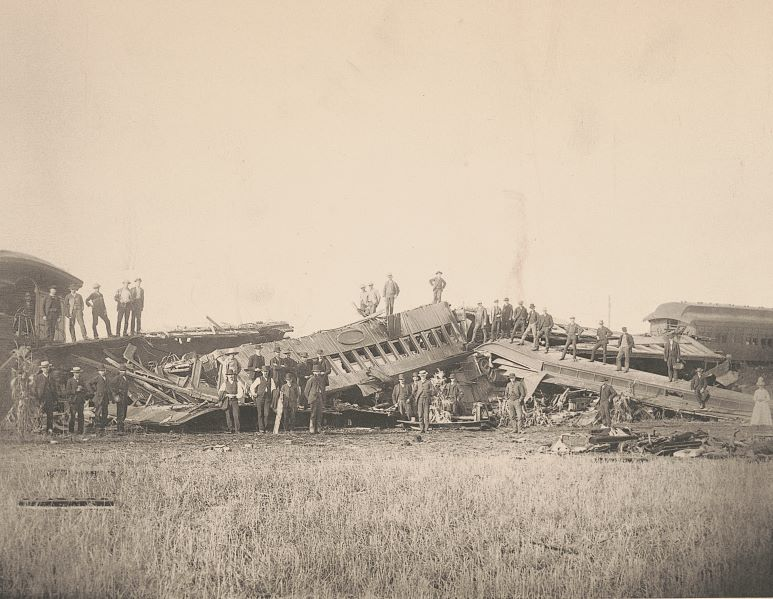
Schaulustige auf dem Wrack des Niagara Excursion Train

Vier Tage nach dem Unfall wurden die Trümmer des Zuges an Ort und Stelle verbrannt. Der Unfall wies auf die höhere Sicherheit von Reisezugwagen in Stahlbauweise hin, die in der Folgezeit vermehrt beschafft wurden.